# Pressure
"Pressure"  je pjesma američkog rock sastava Paramore, objavljena je 2. kolovoza 2005. godine, kao debitantski singl s debitantskog studijskog albuma sastava All We Know Is Falling. Iako nije dospjeo na Billboard 100 ljestvicu, popeo se na 62. mjesto ljestvice Billboard Hot Digital Songs. Dana 24. ožujka 2016. godine, pjesma je dobila zlatnu nakladu od Udruženja diskografske industrije Amerike za prodaju u više od 500 tisuća primjeraka.

## Glazbeni video
Glazbeni video režirao je Shane Drake, koji je objavljen sredinom 2005. godine. Video počinje s nastupom Paramorea u napuštenom skladištu. Priča videa govori o dvaju likova. Dečku koji radi u fast food restoranu, teško pokušavajući zadovoljiti svog šefa. I o curi koja modelira te je zbog toga osuđivana zbog svog izbora hrane i odjeće. Kroz video, pritisak za njih oboje raste. Dečku ubrzo prekipi te daje otkaz i odlazi kod cure. Govori joj da pođe s njim no ona ne smije napustiti slikavanje. Kako bi je uzvukao, dečko pokrene vatrogasni alarm te svi istrče iz studija. U isto vrijeme, vatrogasni alarm pokrenut je u skladištu u kojem sastav svira. Video završava s dečkom i curom pa potom Paramoreom koji su mokri do kože.

## Popis pjesama
| Br. | Skladba    | Trajanje |
| --- | ---------- | -------- |
| 1.  | »Pressure« | 3:05     |

## Zasluge
Paramore
- Hayley Williams – glavni vokali
- Josh Farro – gitara, prateći vokali
- Jason Bynum – ritam gitara, prateći vokali
- Zac Farro – bubnjevi

Dodatni glazbenici
- Lucio Rubino – bas-gitara